# Whitbourne (Herefordshire)
Whitbourne est une paroisse civile et un village du Herefordshire, en Angleterre.